# 青銅の騎士
座標: 北緯59度56分11秒 東経30度18分08秒 / 北緯59.9364度 東経30.3022度
青銅の騎士（せいどうのきし、ロシア語: Медный всадник、英語: The Bronze Horseman）は、ロシアのサンクトペテルブルクにあるロシア皇帝ピョートル1世の騎馬像で、同市の観光名所の一つである。
この都市を創建したピョートル1世の偉業を称えたプーシキン作の叙事詩『青銅の騎士』が有名になったため、この名で呼ばれるようになった。

## 概要
騎馬像の建設は女帝エカテリーナ2世大帝の命により1770年に開始され、おもにフランスの彫刻家エティエンヌ・モーリス・ファルコネ（Étienne Maurice Falconet）によって作られ、1782年に完成した。高さは13メートルで銅像自体は6メートルである。
台座の右側にラテン語で
| 「 | PETRO primo CATHARINA secunda MDCCLXXXII | 」 |

左側にロシア語で
| 「 | ПЕТРУ перьвому ЕКАТЕРИНА вторая лѣта 1782 | 」 |

と彫ってある。共に日本語で
| 「 | ピョートル1世へ、エカテリーナ2世より、1782年 | 」 |

という意味である。完成式典は、1782年に盛大に行われた。
騎馬像はネヴァ川左岸にある旧海軍省の隣、元老院広場に位置している。ソビエト時代に「デカブリスト広場」と呼ばれていたが、2008年に元来の名称に戻された。

## 台座
通常の騎馬像と違い、本体だけでなく台座も特徴的な形をした芸術品である。台座に使われたのは「雷の石」と呼ばれた巨大な花崗岩で、フィンランド湾から6キロメートル内陸に入った地点で発見され、2年もの年月をかけ大変な苦労をしてこの場所へ移してからカットされた。台座の重量は1600トンと言われる。

## 詩
アレクサンドル・プーシキンによる叙事詩『青銅の騎士』は1833年に発表された。プーシキンはロシア文学の代表的詩人である。

## レニングラード包囲戦
『「青銅の騎士」が無事である限りは、サンクトペテルブルクは安泰である』という言い伝えがある。第二次世界大戦中の900日にわたるレニングラード包囲戦（1941年 - 1944年）では、この像は台座ごと木枠と砂袋がかけられていた。この言い伝え通り「青銅の騎士」は無事で、レニングラード（当時のサンクトペテルブルクの名前）もドイツ軍の占領は免れた。

## ギャラリー

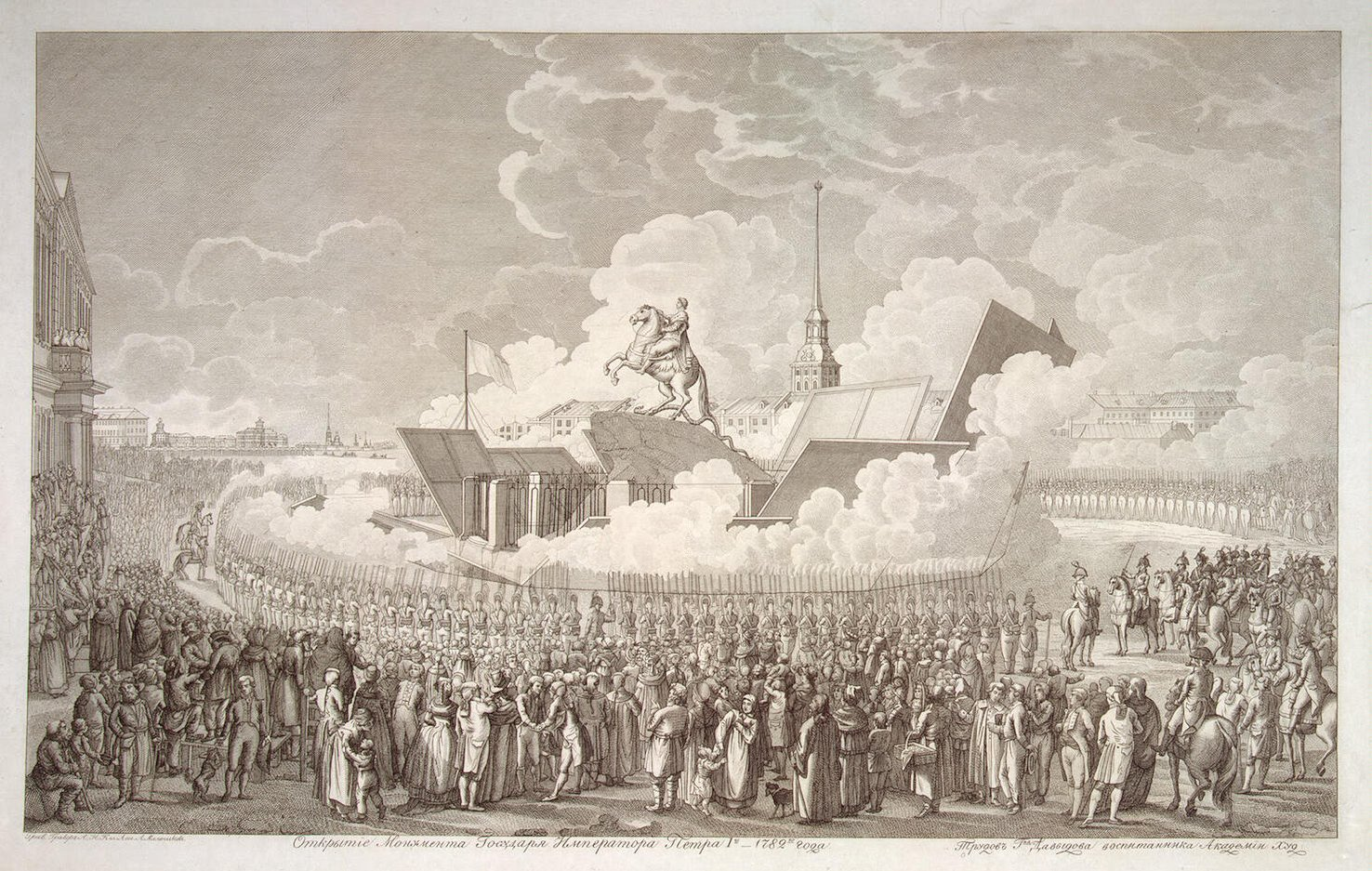
除幕式の様子を描いた版画
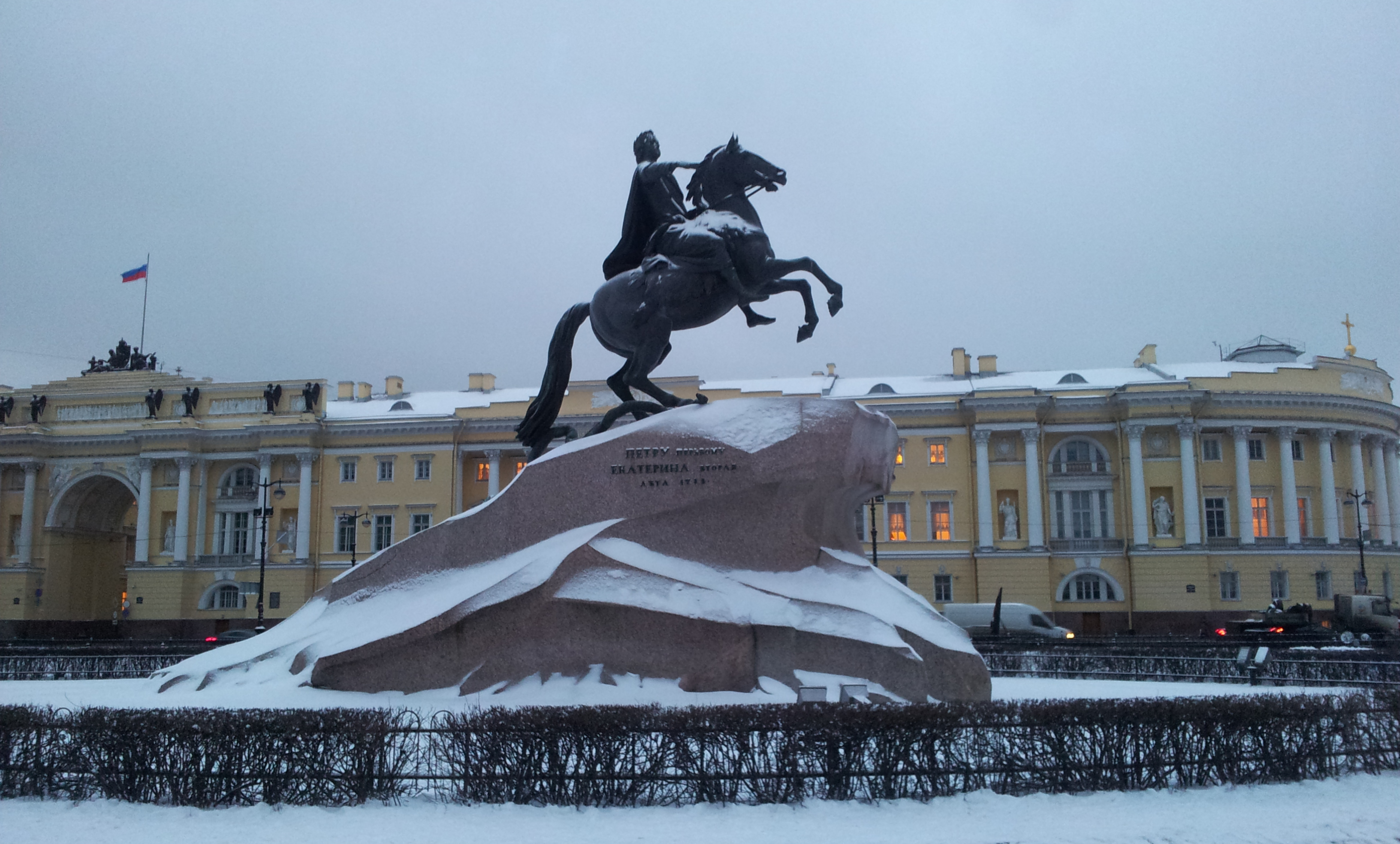
冬の青銅の騎士像
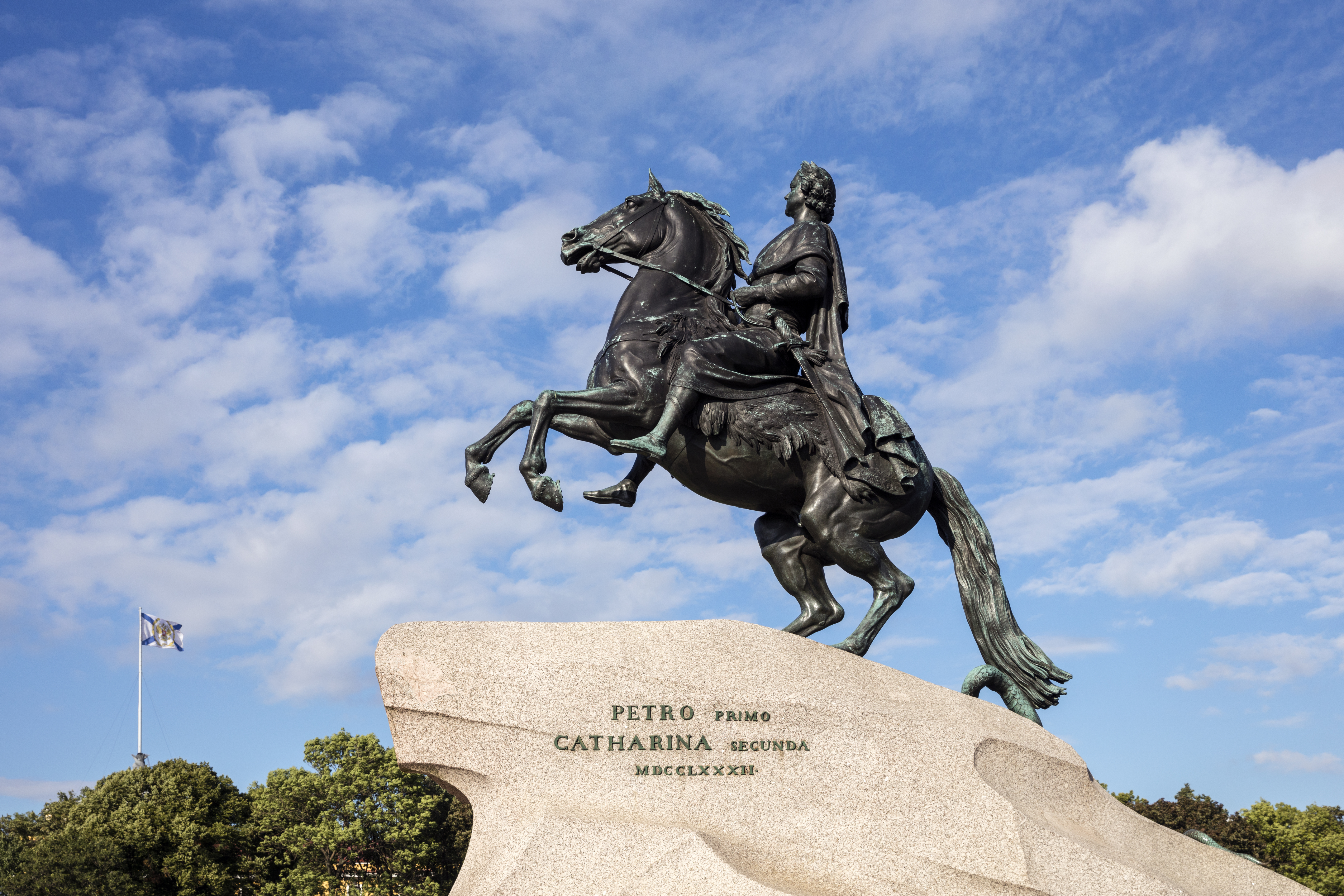
ラテン語の銘文（PETRO primo CATHARINA secunda MDCCLXXXII）が彫られている。
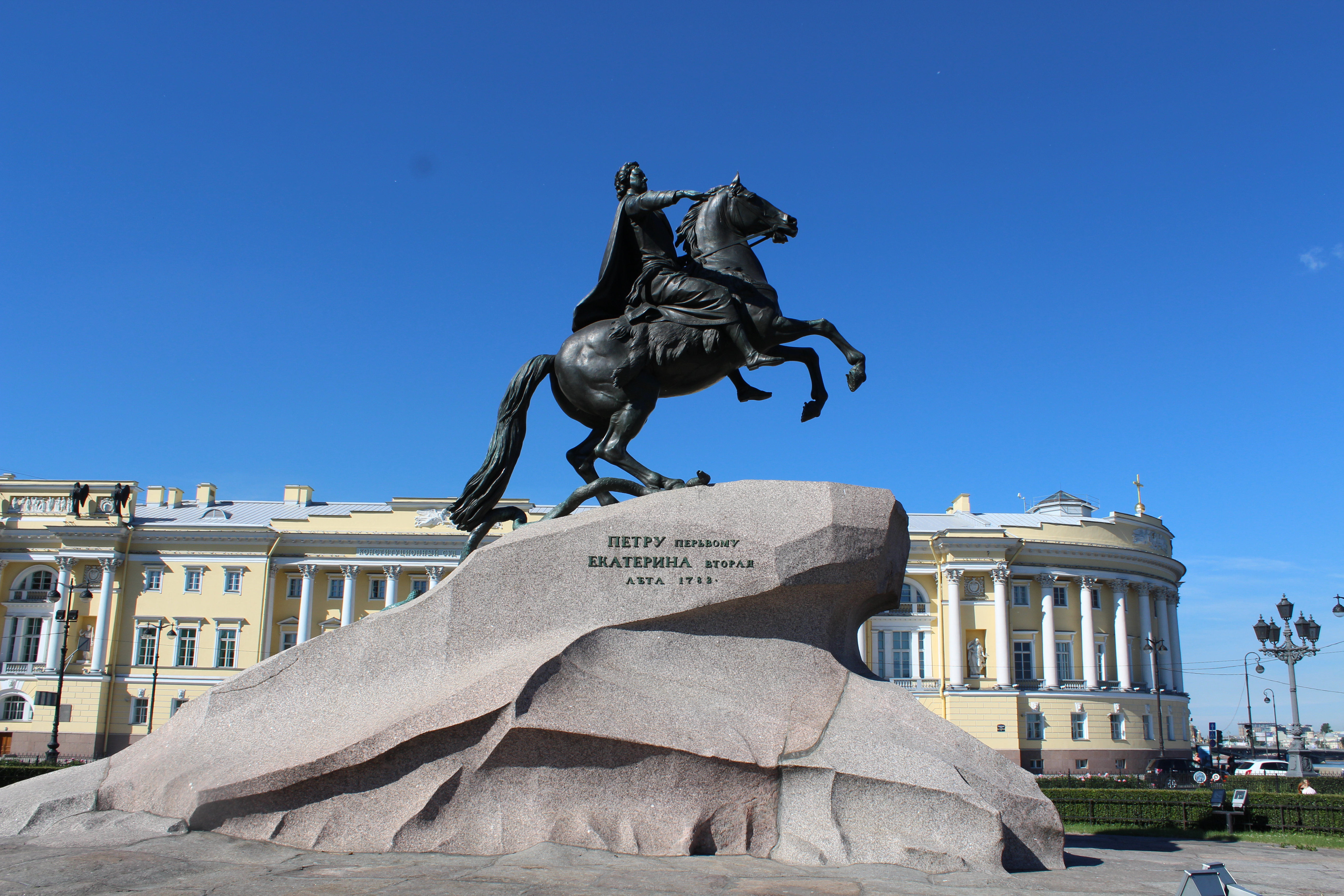
ロシア語の銘文（ПЕТРУ перьвому ЕКАТЕРИНА вторая лѣта 1782）が彫られている。
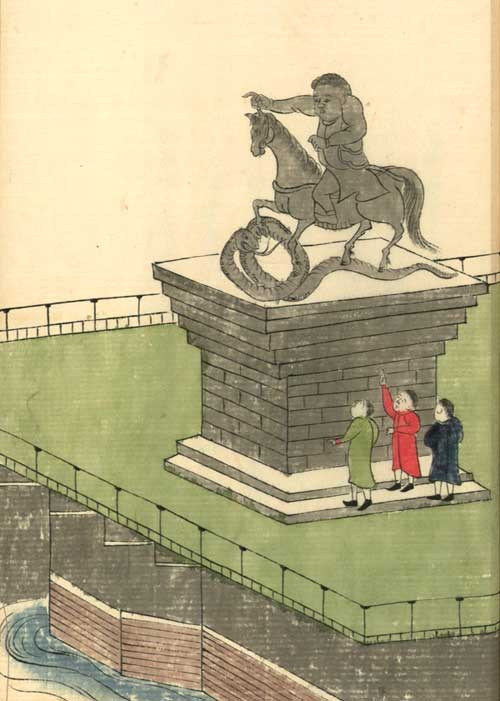
ニコライ・レザノフに伴われて帰国した日本人漂流民から大槻玄沢が聞き書きした環海異聞第11巻の挿画。1807年（文化4年）。
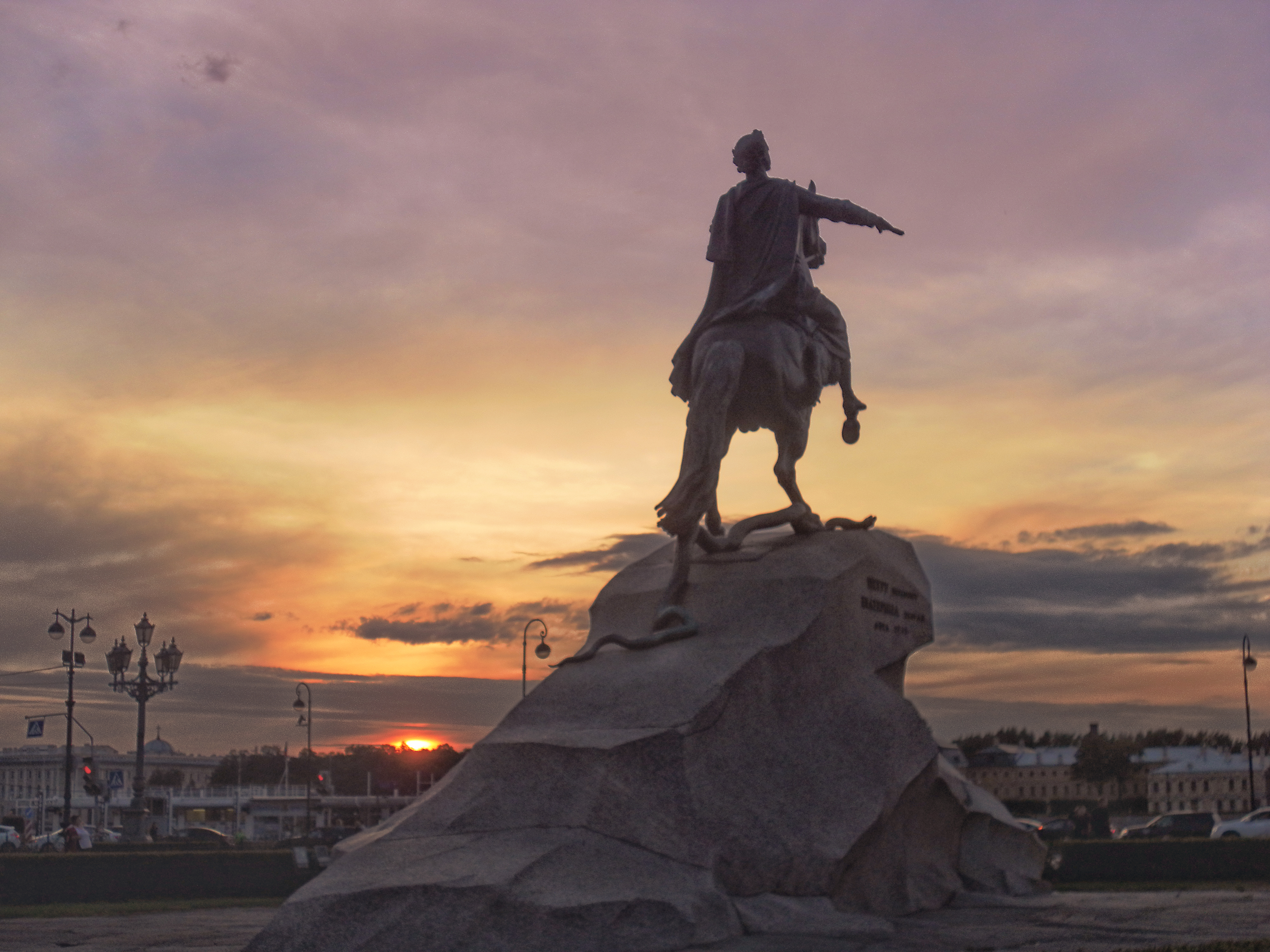
背後から。右奥はメンシコフ宮殿（ロシア語版）。
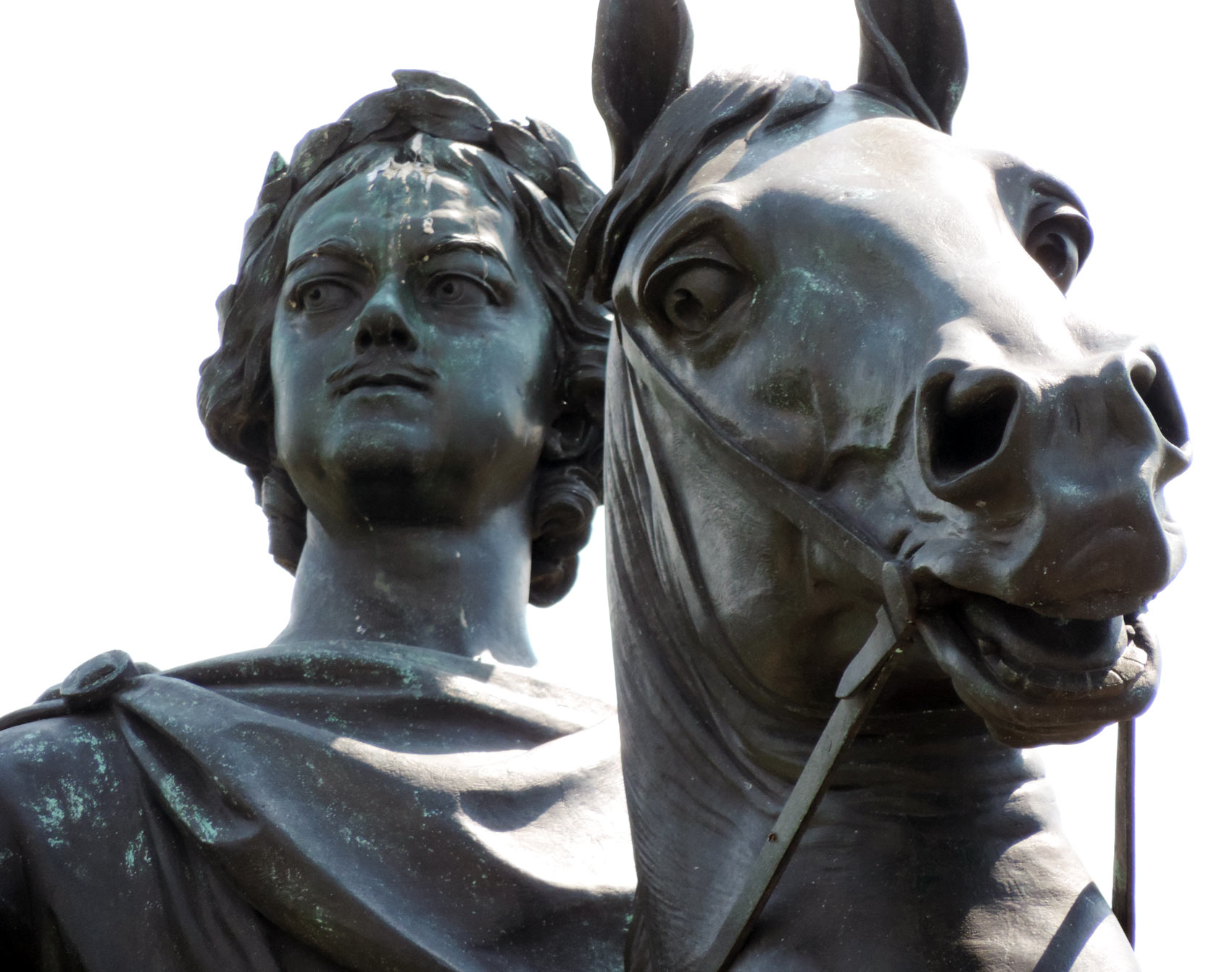